# Келфорд (Северна Каролина)
Келфорд (енгл. Kelford) град је у америчкој савезној држави Северна Каролина.

## Демографија
По попису из 2010. године број становника је 251, што је 6 (2,4%) становника више него 2000. године.
| Група             | 2000.       | 2010.       |
| Белци             | 80 (32,7%)  | 58 (23,1%)  |
| Афроамериканци    | 160 (65,3%) | 190 (75,7%) |
| Азијати           | 0 (0,0%)    | 0 (0,0%)    |
| Хиспаноамериканци | 0 (0,0%)    | 0 (0,0%)    |
| Укупно            | 245         | 251         |